# Adenanthos labillardierei
Adenanthos labillardierei är en tvåhjärtbladig växtart som beskrevs av Ernest Charles Nelson. Adenanthos labillardierei ingår i släktet Adenanthos och familjen Proteaceae. Inga underarter finns listade i Catalogue of Life.